# American Beauty (compilation)
American Beauty è la compilation della colonna sonora dell'omonimo film di Sam Mendes del 1999, che presenta due estratti da American Beauty: Original Motion Picture Score, composto da Thomas Newman.
L'album venne prodotto da Chris Douridas, Sam Mendes e Michael Ostin e nel 2000 ottenne una candidatura al Grammy Award nella nuova categoria miglior compilation della colonna sonora scritta per un film, programma televisivo o altro media visuale.
Il brano Because di Elliott Smith, cover del successo degli anni sessanta/anni settanta dei The Beatles, fu utilizzato per accompagnare i titoli di coda della pellicola.
La prima traccia del disco, Dead Already, venne invece impiegata nel film d'animazione Madagascar, prodotto dalla DreamWorks così come in American Beauty.

## Tracce
1. Dead Already (Thomas Newman)
2. Because (Elliott Smith)
3. Free to Go (The Folk Implosion)
4. All Right Now (Free)
5. Use Me (Bill Withers)
6. Cancer for the Cure (Eels)
7. The Seeker (The Who)
8. Don't Rain on My Parade (Bobby Darin)
9. Open the Door (Betty Carter)
10. We Haven't Turned Around (Gomez)
11. Bali Ha'i (Peggy Lee)
12. Any Other Name (Thomas Newman)